# Hanabusa Aidoh
Hanabusa Aidoh (藍堂 英?, Aidō Hanabusa) è un personaggio del manga e anime Vampire Knight ideato da Matsuri Hino.

## Personaggio
Hanabusa Aidoh è un vampiro di sangue nobile e ha la capacità di controllare il ghiaccio. È stato soprannominato "Idol" dalle studentesse della Day Class, a causa del suo aspetto e dei modi estremamente affabili. È sempre vivace e allegro, tranne quando si tratta di Kaname: se qualcuno parla male di Kuran, allora Aidoh potrebbe diventare molto pericoloso. Ne è un esempio quando Yuki arrossisce dopo che Aidoh stesso gli ha detto che Kaname si preoccupa per lei. Prova un'amicizia unilaterale per Kuran, visto che il sangue puro lo considera solo una pedina, e a causa di questo è spesso in competizione con Ruka, innamorata del capodormitorio.
È cugino di Kain, con cui condivide la stanza, ma decisamente non il carattere. Aidoh è spesso la causa dei guai del cugino. È il "bersaglio" preferito delle studentesse della Day Class, e spesso abbraccia Yuki davanti a loro per farle ingelosire. Tuttavia, pare non essere veramente interessato a nessuna. Possiede una collezione di oggetti rotti da Kaname, e pare quasi ossessionato dal sangue puro, nonostante la prima volta che si incontrarono, da bambini, affermò di odiarlo. Conosce Ruka e Seiren sin dall'infanzia.
Aidoh ha una sorella, che il padre presenta a Kaname, nonostante il figlio non voglia, per farla "entrare nelle sue grazie", non sapendo della complicata relazione tra lo stesso Kuran e Yuki. In un extra di fine capitolo, Ichijo e Aidoh faranno le elezioni per stabilire chi sia il "vero capo del Dormitorio Luna", Ichijo parteggiando per sé stesso, Aidoh sostenendo Kaname, tra l'altro totalmente all'oscuro della faccenda. Kuran, dopo aver stracciato i poster poiché vedere in fila la sua faccia gli dava il voltastomaco, affermerà di votare per la "fazione Ichijo". In seguito, si vedrà Ruka comprare di nascosto uno dei poster sopravvissuti.